# 櫻錐尾蚜
櫻錐尾蚜为常蚜科錐尾蚜屬下的一个种。